# Парагуана
Парагуана (исп. Paraguaná) ― полуостров в Венесуэле на побережье Карибского моря, расположенный на севере штата Фалькон. На его территории расположены муниципалитеты Карирубана, Лос-Такес и Фалькон. Остров Аруба находится в 27 км к северу, острова Бонайре и Кюрасао расположены немного дальше.
Полуостров Парагуана соединён с остальной частью штата естественным перешейком Меданос. На полуострове, в западном городе Пунто-Фихо, расположены два нефтеперерабатывающих завода. Продукция этих заводов отправляется за рубеж через порты Амуай и Кардон.
Полуостров находится в экорегионе сухоустойчивых кустарников Парагуаны. Поскольку он почти полностью окружён водой, полуостров иногда называют островом, а иногда ― частью Подветренных Антильских островов.

## Экономика

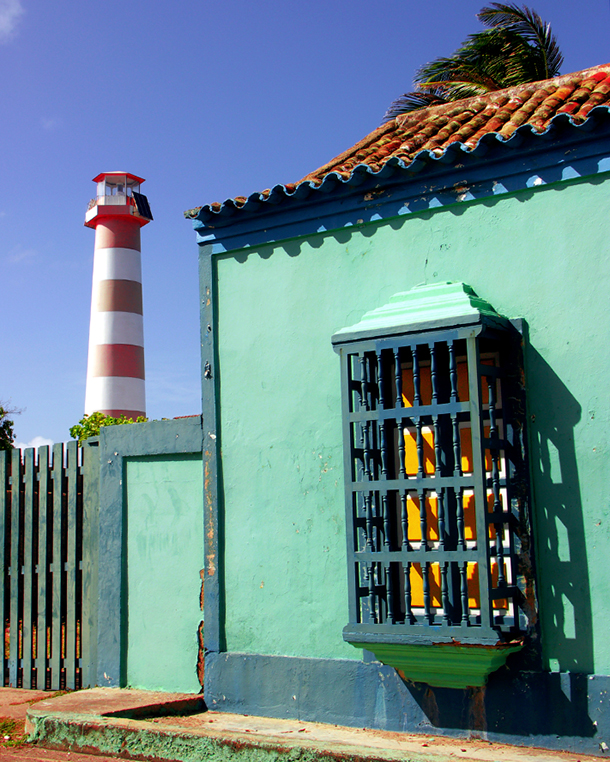
Типичный дом колониальной эпохи в Адикоре

В настоящее время в Парагуане находятся два крупных нефтеперерабатывающих завода (НПЗ) и третий по величине нефтеперерабатывающий комплекс в мире ― Парагуанский нефтеперерабатывающий комплекс[уточнить]. Большая часть нефти, добываемая PDVSA, перерабатывается в этом комплексе. 
В последние годы[когда?] многие инженеры, работавшие на венесуэльских нефтеперерабатывающих заводах, переехали в США и устроились на работу в Citgo.
Парагуана ― зона беспошлинной торговли, поэтому здесь открыто множество международных магазинов, в частности арабских.
Хотя основным сектором экономики является нефтяная промышленность, здесь также развивается туризм. Большинство туристов приезжают из других частей Венесуэлы, многие также приезжают из соседних стран, таких как Колумбия, Аруба, Бонайре, Кюрасао и США.
В 2020 г. в СМИ появлялись сообщения о том, что на Парагуане возводится площадка для запуска импортированных в Боливарианскую Республику баллистических ракет иранского производства, по соглашению покойного президента Уго Чавеса.